# 352704 Stevefleming
352704 Stevefleming este o planetă minoră (asteroid) din centura de asteroizi. A fost descoperită pe 26 septembrie 2008 la Charleston⁠(d) de Robert Holmes⁠(d). 
Obiectul prezintă o orbită caracterizată de o semiaxă mare de 2,2509113130727 UAi, o excentricitate de 0,088120836814642, o înclinație de 4,4509178005025 ° în raport cu ecliptica.